# Quinta-feira

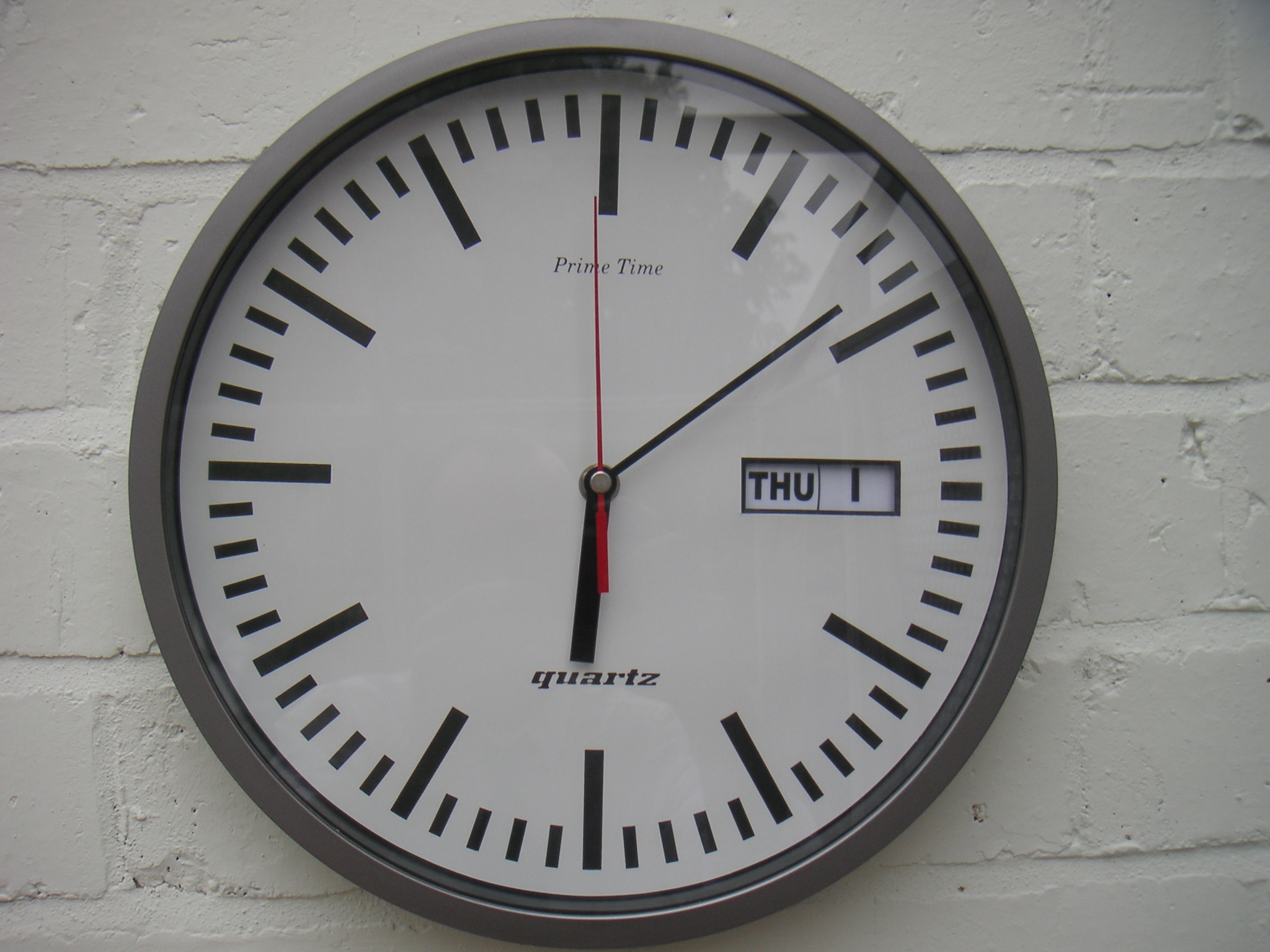
Relógio com indicação de dia da semana (quinta-feira)

A quinta-feira é um dia útil da semana considerado o quinto dia da semana, seguindo a quarta-feira e precedendo a sexta-feira.
| 1° dia  | 2° dia        | 3° dia      | 4° dia       | 5° dia       | 6° dia      | último dia |
| Domingo | Segunda-feira | Terça-feira | Quarta-feira | Quinta-feira | Sexta-feira | Sábado     |

Por ordenação de trabalho e lazer e pela normalização ISO, a quinta-feira é considerada o quarto dia da semana, sendo assim na maioria dos calendários em todo o mundo.
| 1º dia        | 2° dia      | 3° dia       | 4° dia       | 5° dia      | 6° dia | último dia |
| Segunda-feira | Terça-feira | Quarta-feira | Quinta-feira | Sexta-feira | Sábado | Domingo    |

A palavra é originária do latim Quinta Feria, que significa "quinta feira", e de mesma acepção existe em galego (quinta feira), mirandês (quinta) e tétum (loron-kinta).
Povos pagãos antigos reverenciavam seus deuses dedicando este dia ao astro Júpiter, o que originou outras denominações, em português antigo joves[carece de fontes?], em espanhol diz-se jueves, no italiano giovedì e em francês jeudi, com os significados de "Júpiter" e "dia de Júpiter". Em inglês diz-se Thursday, "dia de Thor" e em alemão Donnerstag, "dia de Donner".
Para a Igreja Católica, a quinta-feira é o dia de devoção ao Santíssimo Sacramento, em memória à Última Ceia de Jesus Cristo.

## Origem dos nomes dos dias da semana
Os nomes dos dias da semana em português têm a sua origem na liturgia católica. Na maior parte das outras línguas românicas, a sua origem são nomes de deuses pagãos romanos aos quais os dias eram dedicados, neste caso a quinta-feira era dedicada a divindade romana Júpiter (este por sua vez inspirado no deus grego Zeus). No caso de muitas línguas germânicas, como o inglês, houve um processo de interpretação germânica do significado do termo em latim "Iovis dies" ("dia de Júpiter") que levou o deus germânico Thor (também chamado Donar) ser equiparado a Júpiter.

## Quinta-feira em outros idiomas
| Idioma        | Nome                 | Significado                     |
| Alemão        | Donnerstag           | Dia de Donar (Thor)             |
| Basco         | Osteguna             | Dia de Urtzi                    |
| Catalão       | Dijous               | Dia de Júpiter                  |
| Chinês        | 星期四 (xīng qī sì)  | Quarto dia                      |
| Dinamarquês   | Torsdag              | Dia de Thor                     |
| Dousha        | Jedina               | Dia de Júpiter                  |
| Espanhol      | Jueves               | Júpiter                         |
| Finlandês     | Torstai              | Dia de Thor                     |
| Esperanto     | ĵaŭdo                | Dia de Júpiter                  |
| Francês       | Jeudi                | Dia de Júpiter                  |
| Grego moderno | Πέμπτη               | Quinto dia                      |
| Hebraico      | יום חמישי            | Quinto dia                      |
| Holandês      | Donderdag            | Dia de Thor                     |
| Inglês        | Thursday             | Dia de Thor                     |
| Italiano      | Giovedì              | Dia de Júpiter                  |
| Veneto        | Zoba / Zóbia / Zioba | Júpiter                         |
| Japonês       | 木曜日 / Mokuyōbi    | Dia da Madeira e dia de Júpiter |
| Lituano       | Ketvirtadienis       | Quarto da semana                |
| Romeno        | Joi                  | Dia de Júpiter                  |
| Sueco         | Torsdag              | Dia de Thor                     |